# República de Cómi
República Cómi (russo:  Респу́блика Ко́ми, tr. Respúblika Kómi; em cómi: Коми Республика, tr. Komi Respublika) é uma divisão federal da Federação da Rússia. Sua capital é a cidade de Syktyvkar. Segundo o censo de 2002, tem 1 050 000 habitantes. Tem por idiomas oficiais o cómi e o russo.